# Лукин, Александр Владимирович (политолог)
Алекса́ндр Влади́мирович Луки́н (род 13 октября 1961, Москва) — российский востоковед, политолог и специалист по международным отношениям. Доктор исторических наук. Руководитель департамента международных отношений факультета мировой экономики и мировой политики, заведующий Международной лабораторией исследований мирового порядка и нового регионализма НИУ ВШЭ. Директор Центра исследований Восточной Азии и Шанхайской организации сотрудничества МГИМО МИД России. Профессор высшей категории Школы государственного управления Чжэцзянского университета (КНР). Исполняющий обязанности научного руководителя ИКСА РАН.

## Биография
Отец — Лукин Владимир Петрович (род. 1937) — политический и общественный деятель, заместитель председателя Комитета по международным делам Государственной думы ФС РФ, Председатель Паралимпийского комитета России, профессор-исследователь НИУ ВШЭ. Мать — Ахматова Лариса Иосифовна (1938—2020) работала преподавателем русского языка в вузах, брат Павел (род. 1973) — историк.
В 1984 году окончил факультет международных отношений Московского государственного института международных отношений (МГИМО) МИД СССР. В 1984—1985 годах проходил стажировку на философском факультете Пекинского университета (КНР).
Работал в МИД СССР, Посольстве СССР в КНР, Институте востоковедения АН СССР. В 1990 году был избран депутатом Моссовета, возглавлял подкомиссию по межрегиональным связям. Осенью 1991 года работал приглашённым исследователем Фонда корейских исследований в Сеуле (Республика Корея) по теме «Роль конфуцианства в современной Корее», а в октябре 1992 — приглашённым исследователем в Институте международных отношений Национального университета Чжэнчжи (Тайвань).
В 1997 году получил степень доктора философии по специальности «политика» в Оксфордском университете (Великобритания). Тема диссертации: «„Демократические“ группы в Советской России (1985—1991). Исследование политической культуры». В 2007 году получил степень доктора исторических наук в Дипломатической академии МИД России. Тема диссертации: «Эволюция образа Китая в России и российско-китайские отношения: XVIII—XX вв.».
Работал в Центре науки и международных отношений Школы государственного управления им. Дж. Кеннеди Гарвардского университета (1997-98) и в Центре изучения политики в Северо-Восточной Азии Института им. Брукингса (1999—2000) в США, в 1999—2007 гг. — доцент кафедры сравнительной политологии МГИМО(У), одновременно в 1998 по 1999 гг. был нерезидентным ассоциированным исследователем Центра восточноазиатских исследований им. Дж. Фэрбэнка Гарвардского университета, в 2000—2006 гг. — Института европейских, российских и евразийских исследований Университета им. Дж. Вашингтона (США). С момента основания в 2004 г. возглавляет Центр исследований Восточной Азии и ШОС МГИМО(У) МИД России. С 2010 — профессор кафедры прав человека и международного права Московского университета МВД. С 2011 по 2014 гг. — проректор Дипломатической академии МИД России по научной работе и международным связям.
В 2013 году получил диплом о профессиональной переподготовке по программе «теология» в Православном Свято-Тихоновском гуманитарном университете. Тема дипломной работы: «Статус Китайской автономной православной церкви и перспективы православия в Китае».
С 2014 года — руководитель департамента международных отношений НИУ «Высшая школа экономики». В 2017—2018 годах работал приглашённым профессором Института Шёлкового пути Северо-западного университета (г. Сиань, КНР). В 2017 году основал в НИУ ВШЭ Международную лабораторию исследований мирового порядка и нового регионализма.

## Научная деятельность
Автор и редактор более 200 научных трудов по международным отношениям, внешней и внутренней политике России и Китая, Шанхайской организации сотрудничества, региональному развитию в Центральной и Восточной Азии. Труды опубликованы в ведущих издательствах в России и за рубежом, в научных журналах и периодической печати на русском, английском и китайском языках. Работы по политической культуре России вызвали высокую оценку и дискуссию в России и за рубежом. Один из разработчиков нескольких фундаментальных концепций международных отношений и российской внешней политики. Этой проблематике он посвятил несколько монографий и большое количество статей, опубликованных в России и за рубежом.
В 2013 году под редакцией А. В. Лукина вышла коллективная монография «Россия-Китай. Четыре века взаимодействия» (М.: «Весь Мир», 2013) — фундаментальный труд российских исследователей, посвящённый истории, современному состоянию и перспективам развития российско-китайских отношений. Публикация вызвала широкое обсуждение.
А. В. Лукин является одним из разработчиков концепций постбиполярного мира, «Поворота России к Азии», а также основателем таких областей, как исследования Шанхайской организации сотрудничества и направления изучения российско-китайских отношений, в рамках которого их динамика тесно связывается с взаимным восприятием, образами, изменениями в представлениях элит и народов двух стран друг о друге. А. В. Лукин также внёс значительный вклад в разработку концепции «Большой Евразии» («Большого евразийского партнёрства»).
В 2018 году под его редакцией опубликован фундаментальный труд ведущих российский экспертов «Новые международные отношения: основные тенденции и вызовы для России» (М.: «Международные отношения», 2018). В книге представлены результаты исследований ведущих специалистов в разных сферах международных отношений по широкому кругу вопросов, связанных с особенностями эволюции постбиполярной системы международных отношений, стремлением России определить и переосмыслить своё место в ней, а также теми внешнеполитическими вызовами, с которыми ей приходится сталкиваться сегодня.
А. В. Лукин — один из основателей Форума Шанхайской организации сотрудничества — международного экспертного механизма, содействующего работе ШОС. Член редколлегии научных журналов «Контуры глобальных трансформаций» (Россия), «China International Studies» (КНР); «Asian Politics and Policy» (США), «Международни проблеми» (Сербия) и «ASAN Forum» (Республика Корея), в 2005—2008 гг. — главный редактор журнала «Россия — Китай. XXI век», почётный исследователь Академии общественных наук провинции Хэйлунцзян (КНР), в 2000—2012 гг. — советник губернатора Московской области по внешнеэкономическим связям. Член Российского национального комитета Азиатско-Тихоокеанского совета сотрудничества по безопасности (АТССБ), эксперт Российского национального комитета по исследованию БРИКС.
С 1 августа 2022 А. В. Лукин назначен исполняющим обязанности научного руководителя Института Китая и современной Азии РАН.

## Награды
В 2009 г. Председателем КНР Ху Цзиньтао А. В. Лукину присвоена медаль за «Выдающийся вклад в развитие китайско-российских отношений»; в 2012 г. за вклад в становление и развитие ШОС он награждён медалью «10 лет Шанхайской организации сотрудничества»; аналитические материалы, подготовленные им, неоднократно получали благодарности от руководства МИД и руководства России.

## Основные работы
- Три путешествия по Китаю. М.: Молодая гвардия. 1989. — 240 с. (15,0 п.л.). В соавт. с А. Д. Дикаревым.
- Невежество против несправедливости: политическая культура российских «демократов» (1985—1991). М.: Научная книга, 2005. — 501 с. (31,4 п.л.).
- Медведь наблюдает за драконом. Образ Китая в России в XVII—XX веках. M.: Восток-Запад, 2007. — 598 с.
- Россия и Китай: четыре века взаимодействия. История, современное состояние и перспективы развития российско-китайских отношений / под ред. А. В. Лукина. М.: Весь мир, 2013. — 704 с.
- Поворот к Азии. Российская внешняя политика на рубеже веков и её активизация на восточном направлении. М.: Весь Мир, 2014. — 640 с.
- Умом Россию понимать. Постсоветская политическая культура и отечественная история. М.: Весь Мир, 2015. — 384 с. (в соавт. с П. В. Лукиным)
- Возвышающийся Китай и будущее России. М: Международные отношения, 2015. — 790 с.
- Россия на рубеже веков. Работы по политологии и российской политике. М.: Весь мир, 2016. 688 с.
- Новые международные отношения: основные тенденции и вызовы для России / под ред. А. В. Лукина. М.: Международные отношения, 2018. — 592 с.
- Пути и пояса Евразии. Национальные и международные проекты развития на Евразийском пространстве и перспективы их сопряжения / под ред. А. В. Лукина и В. И. Якунина. М.: Весь Мир, 2019. — 416 с.

На иностранных языках
- The Political Culture of the Russian ‘Democrats’ (Oxford: Oxford University Press, 2000).
- The Bear Watches the Dragon: Russia’s Perceptions of China and the Evolution of Russian-Chinese Relations Since the Eighteenth Century (Аrmonk, N. Y: M.E. Sharpe, 2003).
- Pivot to Asia: Russia’s Foreign Policy Enters the 21st Century. New Delhi: Vij Books India, 2016.
- China and Russia: The New Rapprochement. Cambridge: Polity, 2018.
- Russia: A Thorny Transition from Communism. New Delhi: Vij Books India, 2019.